# 杉敏介
杉 敏介（すぎ としすけ、1872年7月1日（明治5年5月26日） - 1960年7月2日）は、日本の教育者。第一高等学校、国文教授 - 校長。通称は"びんすけ"。夏目漱石『吾輩は猫である』の津木ピン助のモデル。歌人としても知られ、号は烏山。

## 経歴
- 山口県玖珂郡差川村（現岩国市）で誕生。
- 1891年9月 - 旧制山口高等学校英法科・文科に入学。
- 1893年9月 - 帝国大学文科大学に進学。
- 1896年 - 帝国大学文科大学を卒業。
- 1899年 - 第一高等学校国文教授。
  - 作文・文学史を講じ、文芸部顧問として多くの俊英を育てた。
- 1924年9月13日 - 第一高等学校第10代校長に就任。
- 1925年 - 神奈川県高座郡藤沢町鵠沼居住。
  - かつての教え子高瀬弥一邸の筋向かいに住み、交流した。
- 1926年1月10日 - 山中湖畔に完成した一高の寮を「嘯雲寮」と命名。
- 1929年7月2日 - 第一高等学校校長を離任。
- 1930年 - 鵠沼を去り、鎌倉にに転居。
- 1956年3月1日 - 旧制一高寮歌集抜粋版の表紙題字を揮毫。
- 1960年7月2日 - 没。享年88。
  - 谷崎潤一郎、追悼文「敏介とビン助」を口述。

## エピソード
- 斗酒を辞せず豪放にて洒脱、全校の輿望を集めた。大きな事件の決断に速なると共に、細かいことにも配慮の行き届く人であった。 （第一高等学校ホームページ）
- 『 （岸信介が）戦犯容疑者に指名されて田布施を離れるとき、長州出身で一高時代の恩師でもある杉敏介から、「名を惜しむなら命を捨てよ」という意味の「自決」を促す短歌を贈られる。岸はこれを拒否して次のような返歌を杉に届けている。「名にかへてこのみいくさ（聖戦）の正しさを来世までも語り残さむ」。』（岩波新書「岸信介」原彬久著121p）
- 神奈川県高座郡藤沢町鵠沼居住中に教え子の高瀬弥一としばしば交流し詠んでいたそうです。
- 「　高瀬彌一君より今も砥上の川袋に鴫あまた降り立つ由を聞きて、西行の跡なめりと思ひて  砥上原いまも鴫立つ澤をおきて いづくに古き跡をたづねむ」　南山歌集より

## 著作
- 『中等教科 日本文典』1898年 文学社
- 『日本小語典』1900年 内外出版協会
- 『国語講義』1901年
- 『本邦文学史講義』1902年 弘文館
- 『音韻解説仮名遣法』1910年 新潮社
- 『長井雅楽周旋に関する世論に就いて』

## 著名な教え子

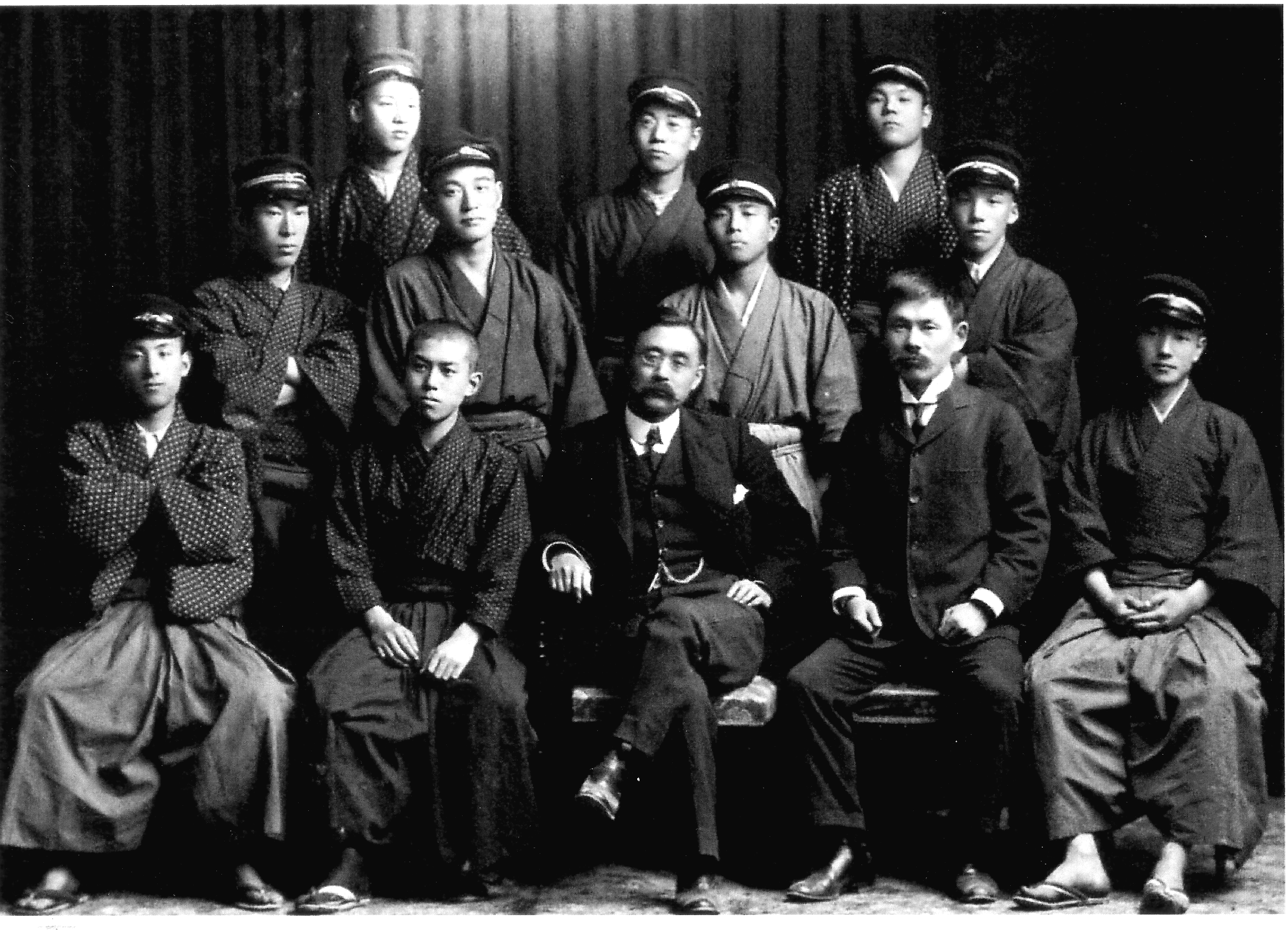
一高文芸部新旧役員　1908年5月撮影
後列 杉田直樹・立澤剛・行森昇
中列 田中徹・岸巌・大貫雪之助・佐野秀之助
前列 笠森伝繁・谷崎潤一郎・新渡戸稲造校長・杉敏介教授・和辻哲郎

| - 小山内薫 - （1902年卒） - 川田順 - （1902年卒） - 阿部次郎 - （1904年卒） - 岩波茂雄 - （1904年卒） - 中勘助 - （1905年卒） - 荻原井泉水 - （1905年卒） - 斎藤茂吉 - （1905年卒） - 安倍能成 - （1906年卒） - 藤村操（在校中に華厳の滝に投身自殺） - 木下杢太郎 - （1906年卒） - 野村胡堂 - （1907年卒） - 谷崎潤一郎 - （1908年卒） - 辰野隆 - （1908年卒） - 和辻哲郎 - （1909年卒） - 九鬼周造 - （1909年卒） - 河合栄治郎 - （1911年卒） - 豊島与志雄 - （1912年卒） - 甲賀三郎 - （1912年卒） - 山本有三 - （1年落第し1912年卒） - 芥川龍之介 - （1913年卒） - 久米正雄 - （1913年卒） - 土屋文明 - （1913年卒） - 高野素十 - （1913年卒） - 藤森成吉 - （1913年卒） | - 菊池寛（卒業3か月前に退学） - 倉田百三（病気中退） - 水原秋桜子 - （1914年卒） - 鈴木信太郎 - （1916年卒） - 三木清 - （1917年卒） - 大佛次郎 - （1918年卒） - 谷川徹三 - （1918年卒） - 大下宇陀児 - （1918年卒） - 濱尾四郎 - （1918年卒） - 芹沢光治良 - （1919年卒） - 林達夫（中退） - 川端康成 - （1920年卒） - 羽仁五郎 - （1921年卒） - 村山知義 - （1921年卒） - 戸坂潤 - （1921年卒） - 久保栄 - （1921年卒） - 池谷信三郎 - （1922年卒） - 渡辺一夫 - （1922年卒） - 河上徹太郎 - （1923年卒） - 手塚富雄 - （1923年卒） - 竹山道雄 - （1923年卒） - 堀辰雄 - （1925年卒） - 神西清（中退） |